# Борисово (община Ново село)
Вижте пояснителната страница за други значения на Борисово.
Борисово (на македонска литературна норма: Борисово) е село в община Ново село на Северна Македония.

## География
Борисово се намира во подножието на планината Беласица, на надморска височина от 325 метра. През селото минава Борисовската (Боришката) река, на която има няколко малки водопади. В миналото на нея са работели 12 воденици, някои от които са запазени. На реката е създаден и малък язовир.

## История
Селото се споменава като Борисово в грамоти на Иван и Константин Драгаш и майка им Евдокия, датирани в периода 1376 – 1377 година, с които то е дарено на светогорския манастир „Свети Пантелеймон“. Според митрополит Герасим Струмишки над селото имало кула от Самуилово време, която по-късно била унищожена.
През XIX век селото е чисто турско. В „Етнография на вилаетите Адрианопол, Монастир и Салоника“, издадена в Константинопол в 1878 година и отразяваща статистиката на населението от 1873 година, Борисово (Borrissovo) е посочено като село с 60 домакинства, като жителите му погрешно са посочени като 337 българи и 21 мюсюлмани. Според статистиката на Васил Кънчов („Македония. Етнография и статистика“) от 1900 г. селото е населявано от 800 жители, всички турци.
Според Димитър Гаджанов в 1916 година в Борисово живеят 300 турци, а останалите жители на селото са българи.
Турските жители на селото се изселват и на тяхно място се заселват българи от Егейска Македония и от Стиник, Барбарево, Байково и Бадилен. От двете джамии е запазено само едно минаре. Църквата „Св. св. Кирил и Методий“ е в началото на селото, близо до Мокриево. В селото е имало и футболен клуб „Доганец“.
Според преброяването от 2002 година селото има 113 семейсктва и 409 жители.
| Националност     | Всичко |
| северномакедонци | 408    |
| албанци          | 0      |
| турци            | 0      |
| роми             | 0      |
| власи            | 0      |
| сърби            | 1      |
| бошняци          | 0      |
| други            | 0      |

## Личности
Родени в Борисово
- Тома Петров Лятов и Христо Янчев, български революционери от ВМОРО, участват в акцията на Гоце Делчев по пленяването на Малъм бей, участват в Илинденско-Преображенското въстание в четата на Христо Чернопеев, загиват през август 1903 година в сражение в Голак планина[7]